# Brié-et-Angonnes
Brié-et-Angonnes är en kommun i departementet Isère i regionen Auvergne-Rhône-Alpes i sydöstra Frankrike. Kommunen ligger i kantonen Vizille som tillhör arrondissementet Grenoble. År 2022 hade Brié-et-Angonnes 2 509 invånare.

## Befolkningsutveckling
Antalet invånare i kommunen Brié-et-Angonnes
Referens:INSEE